# Lidia Burska
Lidia Burska, geborene Lidia Rola (* 27. September 1953 in Radom; † 8. August 2008 in Jeleńcz), war eine polnische Literaturhistorikerin und Literaturkritikerin. Sie war mit dem Lyriker und Journalisten Tomasz Burski verheiratet.

## Leben
Burska besuchte das Gymnasium in Radom und legte 1972 dort das Abitur ab. Anschließend studierte sie Polonistik an der Universität Warschau, wo sie 1977 den Magister erwarb. Nach dem Studium arbeitete sie am Instytut Badań Literackich der Polnischen Akademie der Wissenschaften. Daneben studierte sie bis 1983 Philosophiegeschichte an der Akademie für Katholische Theologie in Warschau. Sie gab zudem Vorlesungen für Lehrer, Schüler und Doktoranden. 1982 wurde sie als wissenschaftliche Assistentin am Instytut Badań Literackich angestellt. Sie promovierte mit der Arbeit Ludzie i dzieje. Literackie ujęcie procesu historycznoliterackiego we współczesnych narracjach o dziejach und wurde später zur wissenschaftlichen Mitarbeiterin befördert. Von 2003 bis 2005 war sie Jurymitglied des Nike-Literaturpreises.
Sie wurde in Warschau beigesetzt.

## Publikationen
- Kłopotliwe dziedzictwo. Szkice o literaturze i historii, 1998
- Awangardia i inne złudzenia. O pokoleniu ’68 w Polsce, 2012 (nicht fertiggestellte Habilitationsschrift, die von Alina Brodzka-Wald sowie Burskas Tochter für den Druck vorbereitet wurde)
- Cytaty z życia i literatury, 2012 (herausgegeben von Marek Zaleski)